# لارس کهل
لارس کهل (انگلیسی: Lars Kehl؛ زادهٔ ۸ آوریل ۲۰۰۲) بازیکن فوتبال است.
وی همچنین در تیم ملی فوتبال جوانان آلمان بازی کرده‌است.